# یواس‌اس پرینستون (پی‌جی-۱۳)
یواس‌اس پرینستون (پی‌جی-۱۳) (به انگلیسی: USS Princeton (PG-13)) یک کشتی بود که طول آن ۱۶۸ فوت (۵۱ متر) بود. این کشتی در سال ۱۸۹۷ ساخته شد.